# Brauhausgasse 2 (Weimar)

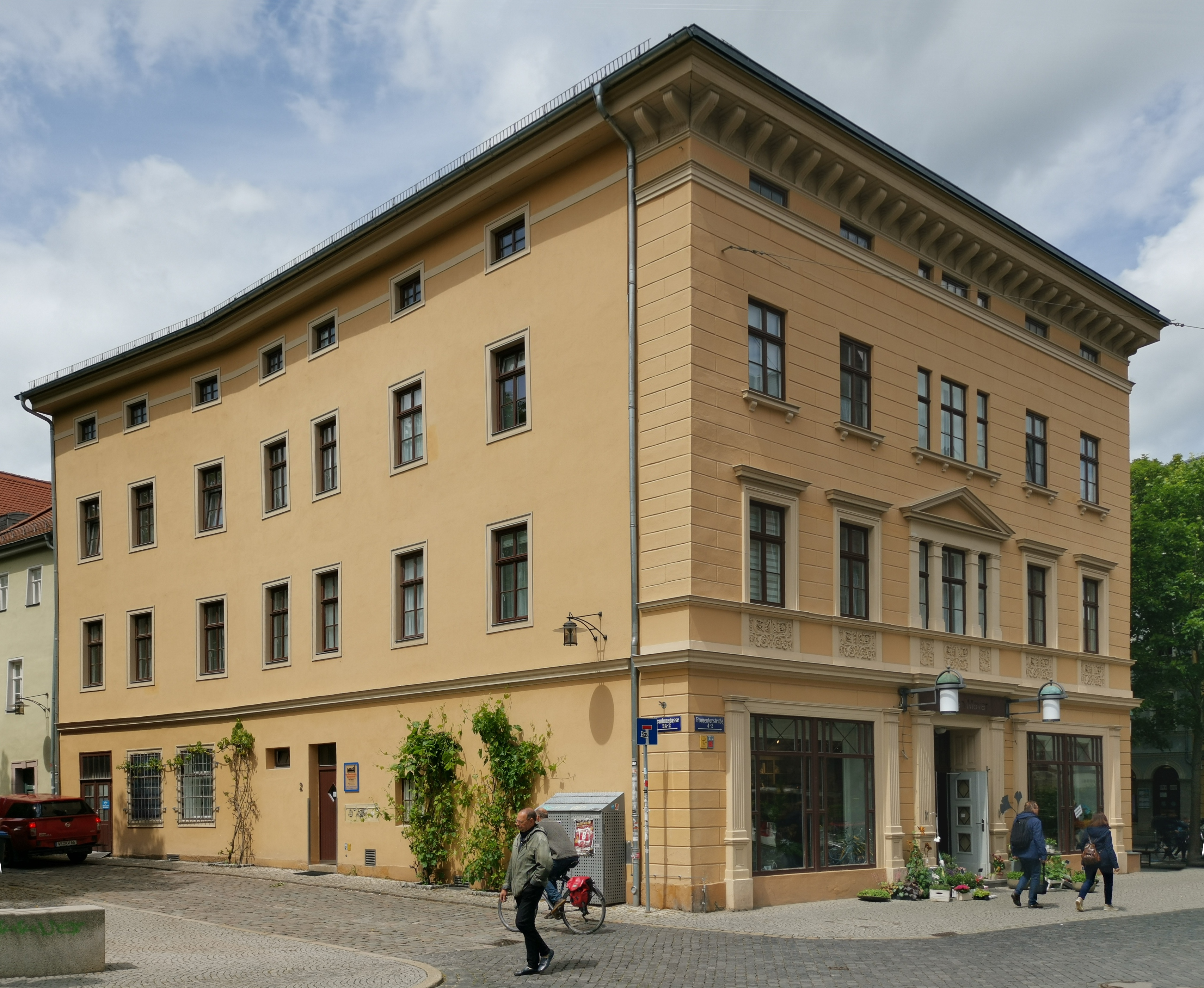
Das Haus in der Brauhausgasse

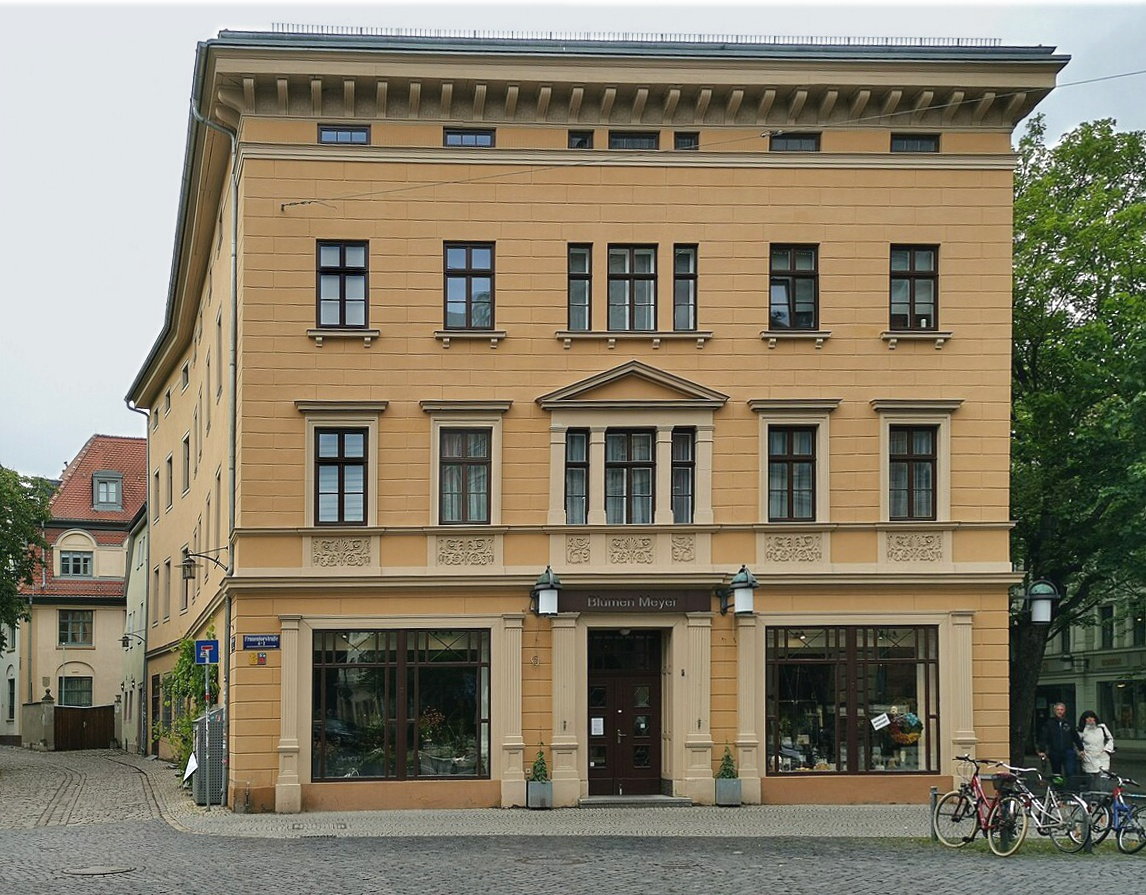
Brauhausgasse 2, Fassade zur Frauentorstraße

Die Brauhausgasse 2 ist ein Haus mit Zimmervermietung für Ferienwohnungen in Weimar.  Es setzt an die Frauentorstraße an und ist zugleich auf der Rückseite über den Innenhof mit dem Haus Schillerstraße 1, einem Kaffeehaus, verbunden. 

## Geschichte
Das dreigeschossige klassizistische Gebäude wurde 1837/38 errichtet. Während die zum Frauenplan gewandte Seite weitgehend schmucklos verputzt ist, hat die zur Frauentorstraße gerichtete Fassade insbesondere an den Fenstern verzierte Rahmen und einen Ornamentfries über dem Erdgeschoss. Der Putz ist mit einer Inkrustation versehen. Diese Verzierung ist die gleiche wie die in der Schillerstraße 1. Das dreiteilige Fenster in der Mitte des Mittelgeschosses ist mit Pilastern und einem Tympanon am reichsten verziert. Unter jedem der Fenster dieser Fassade ist ein Ornamentfeld eingearbeitet. 
Die Häuserzeile Schillerstraße 1–5 wurde von Heinrich Heß entworfen, sodass der zusammen mit diesen Häusern entstandene Bau Brauhausgasse 2 auch auf ihn zurückgeht. Bauherr war der Bauunternehmer Carl Ludwig Eduard Graf. Die Außengestaltung der Schillerstraße 1, die mit der der Brauhausstraße 2 von der Frauentorstraße gesehen mit Ausnahme der jeweiligen Eingänge nahezu gleich ist, legt diesen Schluss nahe. Der Entwurf Schillerstraße 1–5 wird bei Rolf Bothe dem Einfluss der von Clemens Wenzeslaus Coudray gegründeten und geleiteten Oberbaubehörde zugeschrieben.
Durch die Luftangriffe auf Weimar 1945 wurde der Fassadenschmuck stark beschädigt und fehlte bis zur Rekonstruktion im Jahr 1979. Einen Schaden in neuerer Zeit verursachte ein Brand am 9. Juli 2009 im Dachbereich, der von einer Himmelslaterne verursacht worden war. Neben der umfangreichen Dachreparatur musste die Fassade renoviert werden.
Das große mehrgeschossige Gebäude ist ein Kulturdenkmal.